# 잠수종과 나비 (영화)
《잠수종과 나비》(프랑스어: Le Scaphandre et le Papillon)는 줄리앙 슈나벨이 감독, 로널드 하워드가 각본을 맡은 2007년 공개된 전기 드라마 영화이다. 장 도미니크 보비의 동명의 회고록을 원작으로 한 이 영화는 갑작스러운 뇌졸중 겪은 후 락트-인 증후군이라는 상태에 놓인 보비의 생애를 묘사하고 있다. 보비는 마티외 아말리크가 연기하였다.
《잠수종과 나비》는 칸 영화제, 골든 글로브상, 영국 아카데미 영화상, 세자르상에서 여러 상들을 수상했으며, 아카데미상에서도 4개 부문 후보에 올랐다. 일부 비평가들은 2000년대 최고의 작품 중 하나로 꼽기도 했다.

## 줄거리
영화는 주인공 장 도미니크 보비가 3주간의 혼수상태에서 깨어나 프랑스의 한 병원에서 시작된다. 그는 뇌졸중으로 인해 '감금 증후군'이라는 희귀한 질병을 앓게 되었고, 전신이 마비되었지만 정신은 온전한 상태이다. 초반에는 보비의 시점에서 그의 생각만이 들리지만, 다른 사람들은 그의 왼쪽 눈을 통해 보이는 세상으로만 인지된다. 언어치료사와 물리치료사는 보비가 최대한 기능을 회복하도록 돕는다. 그는 말을 할 수 없지만, 언어치료사가 불러주는 알파벳을 눈을 깜빡여 메시지를 전달하는 소통 방법을 익힌다.
점차 영화는 보비의 외부 시점을 보여주기 시작하고, 과거 사건들과 루르드 방문 등을 보여준다. 또한, 보비는 해변, 산, 황후 외제니, 그리고 그의 속기사와의 에로틱한 만찬 등을 상상한다. 보비는 유명 패션 잡지 '엘르'의 편집장이었으며, 원래 '몬테크리스토 백작'을 여성의 시각으로 재해석한 책을 쓰려고 했었다. 그는 마비된 상태에서도 느리고 힘든 의사소통 방식을 사용해 책을 쓰기로 결심한다. 출판사 직원이 와서 보비의 말을 받아적기 시작한다.
새로운 책은 마치 낡은 잠수복 안에 갇힌 듯한 그의 현재 상태를 설명한다. 여기서 잠수복은 그가 몸속에 갇혀 꼼짝 못하는 상황을 은유하며, 주변 사람들은 그의 살아있는 정신을 나비에 비유한다. 책을 쓰는 과정과 함께 보비는 뇌졸중 이전의 삶에 대한 회상과 후회를 겪는다. 세 자녀와 그들의 어머니, 그의 정부, 친구들, 그리고 아버지가 등장한다. 그는 자신의 '갇힌' 상황과 비슷한 경험을 한 사람들을 만난다. 베이루트에서 납치되어 4년간 독방에 감금된 친구와 4층 계단을 내려갈 수 없을 만큼 허약해 아파트에 갇힌 92세의 아버지 등이다.
결국 보비는 회고록을 완성하고, 비평가들의 반응을 듣는다. 그러나 책이 출판된 지 10일 만에 폐렴으로 사망한다. 영화 마지막 장면은 빙하가 깨지는 모습이 거꾸로 보여지며, 조 스트러머와 메스칼레로스의 'Ramshackle Day Parade' 노래와 함께 끝을 맺는다.

## 배역
- 마티외 아말리크 - 장 도미니크 보비
- 에마뉘엘 세니에르 - 셀린 데물랭
- 안 콩시니 - 클로드 멩디빌
- 마리조제 크로즈 - 앙리에트 뒤랑
- 올라즈 로페즈 가르멩디아 (Olatz López Garmendia) - 마리 로페즈
- 파트릭 슈네 - 의사 르파주
- 막스 폰 쉬도브 - 보비의 아버지
- 이자크 드 방콜레 - 로랑
- 마리나 핸즈 - 조제핀
- 니엘 아레스트뤼프 - 루생
- 안 알바로 - 베티
- 지네딘 수알렘 - 주베르
- 엠마 드 콘 - 외제니 황후
- 프랑수아즈 르브륑 - 보비 부인

## KBS 성우진 (2008년 10월 5일)
- 홍시호 - 장 도미니끄 보비 (마티유 아맬릭)
- 문지현 - 셀린 (엠마누엘 자이그너)
- 소연 - 앙리에트 (마리 조지 크로즈)
- 이용순 - 마리 (올라츠 로페즈 가멘디아)
- 은영선 - 끌로드 (안느 코시니)
- 이완호 - 파피뉴 (막스 본 시도우)
- 김정호 - 르파주 (패트릭 체스네)
- 서광재
- 장호비
- 김영진
- 송정희
- 홍진욱